# 2123
Năm 2123 (số La Mã: MMCXXIII) là một năm trong lịch Gregory, nó sẽ là năm thứ 2123 của Công nguyên hay của Anno Domini; năm thứ 123 của thiên niên kỷ 3 và năm thứ 23 của thế kỷ 22; và năm thứ tư của thập niên 2120.